# Erin Kellyman
 (avril 2025).
Si vous disposez d'ouvrages ou d'articles de référence ou si vous connaissez des sites web de qualité traitant du thème abordé ici, merci de compléter l'article en donnant les références utiles à sa vérifiabilité et en les liant à la section « Notes et références ».
 (avril 2025).
Erin Mae Kellyman (née le 17 octobre 1998) est une actrice britannique. 
Elle est principalement connue pour avoir joué le rôle  d'Enfys Nest, personnage secondaire dans Solo: A Star Wars Story, Eponine Thénardier dans l'adaptation de la BBC du roman de Victor Hugo Les Misérables et dernièrement, Karli Morgenthau, leader du groupe radical Flag-Smashers dans la série de l'Univers cinématographique Marvel diffusée sur Disney+, Falcon et le Soldat de l'Hiver.

## Jeunesse et éducation
Originaire de Tamworth, Staffordshire, Kellyman est diplômée du Nottingham Television Workshop.

## Carrière
Erin Kellyman est apparue dans la série britannique Raised by Wolves, écrit par Caitlin Moran et sa sœur Caroline Moran pour Channel 4. Elle est également apparue dans la sitcom de BBC The Coopers Vs The Rest de 2016 avec Tanya Franks et Kerry Godliman, à propos d'un trio d'enfants adoptés élevés par un couple de banlieue.
Kellyman a été choisie pour incarner Enfys Nest dans le film Solo: A Star Wars Story en 2018,, son rôle a été rapporté comme « l'anti-héros que nous méritons » et « le nouveau personnage le plus important introduit dans le film ». Ce rôle aurait donné à Kellyman une « reconnaissance mondiale ». Pour le rôle, Kellyman a dû passer par trois étapes d'audition. Kellyman n'a testé que le rôle principal du film, Alden Ehrenreich, lors de la troisième audition, faisant à la fois des tests d'acteur et de cascades.
Kellyman est également apparue dans l'adaptation de BBC Les Misérables en tant qu'Éponine aux côtés d'Olivia Colman, Lily Collins, David Oyelowo et Dominic West. Kellyman avait initialement auditionné pour le rôle de Cosette, mais a été rapporté pour le rôle d'Éponine. Kellyman a salué la diversité de la production de la BBC en admettant qu'elle n'avait jamais pensé qu'elle serait capable de jouer un tel rôle dans un drame d'époque.
Kellyman est apparue dans la série de comédie noire de BBC Two Don't Forget The Driver, avec Toby Jones. En 2020, Kellyman a joué le rôle de Maya, une enfant qui vient vivre avec sa tante éloignée, dans la série dramatique de la BBC TV Life.
Kellyman tient un des rôles principaux aux côtés d'Anthony Mackie et Sebastian Stan de la série d'action de Disney + faisant partie de l'Univers cinématographique Marvel, Falcon et le Soldat de l'Hiver en tant que Karli Morgenthau, cheffe d'un groupe radical appelé les Flag-Smashers.

## Filmographie

### Cinéma
- 2018 : Solo: A Star Wars Story de Ron Howard : Enfys Nest
- 2021 : The Green Knight de David Lowery : Winifred
- 2023 : Woken d'Alan Friel : Anna
- 2024 : Les Fleurs du silence (Lilies Not for Me) de Will Seefried : Dorothy Ellis
- 2024 : Blitz de Steve McQueen : Doris
- 2025 : Eleanor the Great de Scarlett Johansson : Nina
- 2025 : 28 ans plus tard (28 Years Later) de Danny Boyle : Jimmy Ink

### Télévision
- 2015-2016 : Raised by Wolves (série télévisée), 4 épisodes : Cathy
- 2016 : The Coopers vs the Rest (série télévisée), épisode pilote : Frankie
- 2017 : Uncle (série télévisée), saison 3 épisode 4 : Eleanor
- 2018-2019 : Les Misérables (mini-série télévisée); 3 épisodes : Éponine
- 2019 : Don't Forget the Driver (mini-série télévisée), 6 épisodes : Kayla
- 2020 : Life (série télévisée), 6 épisodes : Maya Stone
- 2021 : Falcon et le Soldat de l'hiver (The Falcon and the Winter Soldier) (série télévisée), 6 épisodes : Karli Morgenthau[14]
- 2022 : Top Boy (série télévisée), 4 épisodes : Pebbles
- 2022-2023 : Willow (série télévisée), 8 épisodes : Jade Claymore